# Права ЛГБТ в Грузии
Хотя с начала XXI века права значительно продвинулись вперёд, лесбиянки, геи, бисексуалы и трансгендеры (ЛГБТ) в Грузии по-прежнему сталкиваются с правовыми проблемами, с которыми не сталкиваются гетеросексуальные граждане.
Грузия — одна из немногих стран на постсоветском пространстве (другие — страны Балтии и Украина), которая напрямую запрещает дискриминацию всех ЛГБТ в законодательстве, трудовом или ином. С 2012 года грузинское законодательство считает преступления, совершённые на почве сексуальной ориентации или гендерной идентичности, отягчающим обстоятельством в уголовном наказании.
Несмотря на это, гомосексуальность по-прежнему считается серьёзным отклонением от традиционных православных христианских ценностей, распространённых в стране, где публичное обсуждение сексуальности в целом рассматривается в крайне негативном свете. Вследствие этого гомосексуалы часто становятся объектами издевательств и физического насилия, зачастую активно поощряемого религиозными лидерами. Так, например, патриарх Илия II призвал власти запретить гей-парады, назвав их «нарушением прав большинства» и «оскорблением всех грузин».
Правительство пытается привести права человека в стране в соответствии с требованиями европейской и евро-атлантической интеграции Грузии. Бывший премьер-министр Грузии Бидзина Иванишвили сказал в 2013 году, что «сексуальные меньшинства такие же граждане как и мы … [и что] общество постепенно к этому привыкнет».
2 мая 2014 года парламент Грузии принял антидискриминационный закон, запрещающий все формы дискриминации, в том числе по признаку сексуальной ориентации и гендерной идентичности, который вступил в силу с момента опубликования, 7 мая 2014 года. Более того, недавняя уличная напряженность в стране по поводу прав ЛГБТ вызвала беспрецедентное освещение в СМИ и общественное обсуждение этой ранее игнорируемой темы.
Согласно опросу Национального демократического института, проведённому в 2019 году, 27 % населения Грузии считают, что защита прав гомосексуалов важна, 20 % относятся к этому вопросу нейтрально, а 44 % считают, что защита прав гомосексуалов не важна. Впервые больше молодых людей в возрасте 18-35 лет заявили, что права гомосексуалов важны, чем нет. В целом, поддержка прав ЛГБТ медленно растёт среди населения в течение последних нескольких лет. Согласно недавнему исследованию Международной программы социальных опросов, 84 % населения Грузии считает, что сексуальные отношения между двумя взрослыми людьми одного пола всегда неправильны, что является самым высоким показателем в Европе. Исследование также определило, что то, насколько сильно человек оценивает важность религии в своей жизни, не коррелирует с его взглядами на однополые отношения.

## История

### Грузия до XIX века
Христианство в Грузии стало государственной религией в IV веке. Эта религия традиционно негативно относилась к однополым отношениям (как и к любому сексу вне брака). В 1103 году грузинский царь Давид IV созвал Руисско-Урбнисский собор, призванный укрепить его власть за счёт церковной реформы. Среди прочего правитель обвинял своих оппонентов в разврате и «мужеложстве», в результате чего 18 статья постановления Собора осудила «содомский грех» как «самый мерзкий».
Средневековое грузинское право, приведенное в Вахтанговом сборнике законов (Законы царя Георгия (XIV век), Судебник Беки и Агбуги (XIV—XV века), Законы католикосов (XVI век), Законы царя Вахтанга VI (XVIII век)), не предусматривало наказания за однополые отношения. Хотя само это явление там упоминается — измена мужа с женщиной или с мужчиной могло стать для жены основанием для требования развода. При этом в Вахтанговом сборнике в части, касавшейся обзора иностранного права и носившей ознакомительный характер, содержались два параграфа: в «Законах греческих» § 51 предписывал смертную казнь за «мужеложство», а в «Законах армянских» § 178 полагал за это штраф.

### В составе Российской империи
В 1781 году Грузия вошла в состав Российской империи в качестве Грузинской губернии Кавказского наместничества. В 1840 году она была преобразована в Грузино-Имеретинскую губернию, а в 1846 году — разделена на Тифлисскую, Кутаисскую, Шемахинскую и Дербентскую. Эти области имели некоторую правовую автономию — Вахтангов сборник применялся в гражданских делах.
До первой половины XIX века на территории империи действовало Соборное уложение 1649 года, регулировавшее, в том числе, уголовное право. Оно не упоминало гомосексуальность, в результате чего та оставалась для гражданского населения проблемой религиозно-нравственной, но не юридической. Только в армии однополые контакты между мужчинами были наказуемы в соответствии с воинским и морским уставами. В царствование Николая I была проведена законодательная реформа — в 1832 году был опубликован первый «Свод законов Российской империи», вступивший в силу три года спустя. Новый уголовный закон, распространявшийся и на территорию Грузии, предусматривал преследование гомосексуальных мужчин. Согласно ему виновные в «мужеложстве» лишались всех прав и ссылались на поселение в Сибирь (позднее помещались в тюрьму на срок от 4 до 5 лет).
При этом кавказским наместником было издано распоряжение, согласно которому судам предписывалось по таким делам назначать минимальные сроки наказания. Примечательно, что с 1911 года более половины приговоров в империи приходилось на регион Кавказа. Такая статистика объясняется исследователями результатом социальных потрясений 1905 года, а также началом учёта данных из южных провинций, где власти относились к однополым отношениям среди представителей местного населения как к «дикарскому обычаю», подлежащему искоренению. Исследователь-антрополог и врач Э. В. Эриксон описал широкую распространенность однополых отношений на Кавказе и в Грузии в частности.

### В составе СССР
После падения империи советское государство отказалось от преследования гомосексуалов. Однако в уголовных кодексах Грузинской и Абхазской ССР остались запреты на добровольные однополые отношения, которые как и в царское время объяснялась якобы «большой распространённостью» таких отношений, а само явление гомосексуальности объявлялось «дикарским пережитком», порождением социальных условий, следствием отсталости коренных народов. После редакции 1924 года статья 171 УК ГССР 1922 года гласила: «Извращённое удовлетворение половой страсти в форме педерастии, за исключением случаев, означенных в ст. 170 („половое сношение с лицами, не достигшими половой зрелости“), влечёт за собой для обеих участвующих сторон лишение свободы сроком до одного года». Статья 171а УК Абхазской ССР, действовавшего до 1925—1928 годов, также предусматривала наказание за «педерастию». УК ГССР 1928 года сохранил эти статьи. После введения в 1933 году в ходе политических репрессий И. В. Сталиным уголовного преследование гомосексуальных мужчин на всей территории СССР, сроки заключения были увеличены — за однополые контакты полагалось от 3 до 5 лет тюрьмы. Уголовная реформа 1960 года не внесла принципиальных изменений. Одним из известных советских уголовных процессов является прошедшее в 1948 году дело главы Грузинского общества культурных связей (ГОКС) Н. М. Микавы, по которому было осуждено 8 человек, в том числе известный в будущем режиссёр С. И. Параджанов. По некоторым свидетельствам этот процесс имел политическую подоплеку.
После распада СССР Уголовный кодекс Грузинской ССР 1960 года действовал в Грузии ещё 9 лет. 1 июня 2000 года в силу вступил Уголовный кодекс Грузии, который не предусматривает наказания за гомосексуальность.

### Современность
С 2006 года дискриминация по признаку сексуальной ориентации в сфере труда запрещена в соответствии с новым Трудовым кодексом. В соответствии с поправкой к Уголовному кодексу Грузии (2012) преступления, совершенные против лиц по признаку сексуальной ориентации, считаются отягчающим обстоятельством и могут привести к более широкому наказанию.
Однополые браки в Грузии не признаются, однако эта проблема активно обсуждается в обществе и даже привело к конституционной реформе.
5 июля 2021 года грузинское ЛГБТ-сообщество отменило Марш достоинства, первый в истории страны гей-парад. Помешали его проведению активисты православных организаций, которые разгромили офис НКО «Тбилиси-прайд», избили журналистов и напали на попавшихся под руку сторонников экс-президента Михаила Саакашвили.

## Признание однополых отношений
Грузия не признает однополые союзы ни в форме брака, ни в форме гражданских союзов. С 2018 года Конституция Грузии определяет брак как союз женщины и мужчины с целью создания семьи. Тем не менее, открыто обсуждается вопрос о признании однополых союзов путем введения гражданского партнерства для пар.

### Кризис конституционной реформы 2016 года
В марте 2016 года правящая коалиция «Грузинская мечта» предложила конституционную поправку, которая определила бы брак как союз мужчины и женщины. Хотя Гражданский кодекс Грузии уже определяет брак как гетеросексуальный союз, что фактически препятствует однополым бракам, Конституция Грузии была гендерно-нейтральной, уточняя, что «брак должен быть основан на равенстве прав и свободной воле супругов». Эта гендерно-нейтральная формулировка вызвала опасения консервативных элементов в грузинском обществе, что Гражданский кодекс может быть оспорен и отменен в суде, что потенциально откроет путь для однополых браков.
Предложенная конституционная поправка вызвала обратную реакцию со стороны грузинского гражданского общества и правозащитных организаций, которые осудили законодательство как способ политизации этого деликатного вопроса и использования общественных предрассудков в преддверии предстоящих в 2016 году парламентских выборов. ЛГБТ-активисты также дистанцировались от предположений о том, что они будут использовать двусмысленность конституции для заключения однополых браков, отметив, что геи в Грузии сталкиваются с гораздо более насущными и экзистенциальными проблемами, чем брак, такими как «физическое, психологическое и словесное оскорбление и насилие».
Конституционная поправка вызвала раскол в самой правящей коалиции: члены либерально настроенной Республиканской партии Грузии провели кампанию против инициативы. Оппоненты отметили, что помимо существенных соображений, предлагаемый конституционный запрет является бесполезным шагом, поскольку он, скорее всего, не наберет достаточного количества голосов для принятия, как это произошло с аналогичным предложением в 2014 году.
После месяца общественных консультаций предложение было рассмотрено в парламенте. Общественные собрания по запрету были запланированы с середины марта до 15 апреля в разных городах страны. Затем предложение должно было пройти три слушания на двух разных сессиях с интервалом между ними не менее трех месяцев. Чтобы запрет был принят, за него должны были проголосовать не менее трех четвертей парламента, или 113 из 150 депутатов.
Конституционная поправка прошла парламент 26 сентября 2017 года, установив, что брак существует исключительно как «союз между женщиной и мужчиной с целью создания семьи». Она также отменяет прямые выборы президента и переходит на систему пропорционального представительства в парламенте. Президент Георгий Маргвелашвили наложил вето на конституционную поправку 9 октября, назвав ее «антинародной конституцией». Парламент преодолел его вето 13 октября. Конституционные поправки вступили в силу после президентских выборов 2018 года и инаугурации президента Саломе Зурабишвили 16 декабря 2018 года.
Президент Георгий Маргвелашвили ранее заявил, что Грузия не будет проводить референдум по вопросу запрета однополых браков в Конституции страны, сказав, что не поддерживает конституционную поправку, поскольку Гражданский кодекс уже запрещает однополые браки.

### Гражданские партнерства
В апреле 2017 года несколько правозащитных организаций призвали правительство Грузии легализовать однополые гражданские партнерства.
В апреле 2018 года омбудсмен Грузии призвал правительство разрешить гражданские партнерства для однополых пар. Ссылаясь на дело Олиари и другие против Италии, он напомнил правительству, что непризнание однополых отношений является нарушением Европейской конвенции по правам человека. Он также подверг критике конституционную поправку, запрещающую однополые браки, заявив, что она «усилит ненависть».

## Защита от дискриминации
С 2006 года статья 2 (пункт 3) Трудового кодекса запрещает дискриминацию по признаку сексуальной ориентации в трудовых отношениях.
Согласно измененному Уголовному кодексу Грузии (с 2012 года), совершение преступлений против лиц на основе сексуальной ориентации, помимо прочего, является отягчающим обстоятельством, которое должно привести к ужесточению приговора.
2 мая 2014 года парламент утвердил антидискриминационный закон, запрещающий все формы дискриминации на основе сексуальной ориентации и гендерной идентичности. Он вступил в силу после опубликования, 7 мая 2014 года. Статья 1 Закона Грузии о ликвидации всех форм дискриминации (груз. დისკრიმინაციის ყველა ფორმის აღმოფხვრის შესახებ) гласит:
Настоящий закон направлен на устранение любой формы дискриминации и порицание равного пользования правами, установленными законодательством Грузии, для всех физических и юридических лиц независимо от расы, цвета кожи, языка, пола, возраста, национальности, происхождения, места рождения, места жительства, имущественного положения или титула, национальной, этнической или социальной принадлежности, профессии, семейного положения, состояния здоровья, инвалидности, сексуальной ориентации, гендерной идентичности и самовыражения, политических или иных убеждений или других оснований

### Законы о преступлениях на почве ненависти
Несмотря на законодательную поправку к статье 53 Уголовного кодекса Грузии, согласно которой предубеждение, мотивированное сексуальной ориентацией или гендерной идентичностью жертвы, может учитываться как отягчающее обстоятельство при определении наказания, в стране до сих пор нет официальной статистики о преступлениях, совершенных по мотивам сексуальной ориентации или гендерной идентичности. Согласно зарегистрированным случаям и проведенным исследованиям, стало ясно, что закон, запрещающий преступления на почве ненависти, неэффективен.
Исследование дискриминации среди ЛГБТ в Грузии под названием «От предрассудков к равенству: изучение отношения общества, знаний и информации относительно ЛГБТ-сообщества и их прав», проведенное в 2012 году Группой поддержки женских инициатив (WISG), показало следующее: 32 % опрошенных респондентов хотя бы раз подвергались физическому насилию, а 89,93 % — психологическому. В среднем, среди 134 респондентов, испытавших психологическое насилие, 73,13 % становились жертвами три и более раз, 13,43 % — дважды, а 13,43 % — один раз. Все шесть респондентов из возрастной группы 16-18 лет признались, что в школе они часто становились жертвами издевательств. Среди 48 респондентов, ставших жертвами физического насилия, 73 % никогда не обращались в полицию. Среди причин не обращения в полицию были названы неэффективность полиции (21,62 %), страх гомофобного обращения (29,73 %) и неспособность полиции отнестись к делу серьезно (21,62 %). Среди тех, кто обратился в полицию, 46,15 % были недовольны этим решением, так как испытали гомофобную реакцию со стороны полиции, 30 % признали, что полиция действовала дружелюбно, а 23,08 % заявили, что к ним относятся нейтрально.

## Гендерная идентичность и самовыражение
С 2008 года трансгендеры в Грузии могут менять документы и личные имена в соответствии с предпочитаемым полом после проведения операции по смене пола. С 2024 года трансгендерный переход в Грузии запрещен, врачам, проводящим гендерно-аффирмативную терапию, грозит уголовный срок до 4 лет.
Дискриминация по признаку гендерной идентичности запрещена законом.

## Донорство крови
В июле 2017 года Конституционный суд Грузии отменил запрет на сдачу крови геями и бисексуалами, признав его неконституционным. В своем решении суд указал, что современные технологии позволяют выявлять ВИЧ/СПИД в донорской крови, что делает запрет ненужным.
Ранее, 4 февраля 2014 года, Конституционный суд также признал запрет неконституционным. В запрете говорилось, что гомосексуальность является ограничивающим фактором для сдачи крови. В ответ на это Министерство здравоохранения изменило формулировку на «мужчины, практикующие секс с мужчинами».

## Свобода самовыражения ЛГБТ
В 2006 году мероприятие, которое должно было способствовать толерантности и культурному диалогу, было отменено после того, как распространились слухи, что это якобы был гей-парад. Глава Грузинской православной церкви, патриарх Илья, заявил, что любой митинг с участием ЛГБТ является «оскорбительным».
17 мая 2012 года грузинская ЛГБТ-организация «Идентоба» (груз. იდენტობა) организовала мирный марш в честь Международного дня борьбы с гомофобией, трансфобией и бифобией. Это был первый публичный марш в поддержку равенства ЛГБТ в Грузии. Однако вскоре после начала марш был прекращен, поскольку участники марша заявили, что на них напали религиозные контрдемонстранты, включая представителей Грузинской православной церкви и радикальных христианских групп. Полиция вмешалась в защиту участников марша только после того, как драка уже началась, и арестовала некоторых из предполагаемых жертв вместо преступников.
Amnesty International раскритиковала правительство Грузии за неспособность эффективно защитить марш. 14 января 2013 года ЛГБТ-организация «Идентоба» и участники марша подали заявление против Грузии в Европейский суд по правам человека. В заявлении утверждается, что Грузия не смогла эффективно защитить участников ЛГБТ-марша, не провела расследование и не наказала виновных должным образом.
В 2013 году празднование Международного дня борьбы с гомофобией также было встречено агрессией. ЛГБТ-активисты запланировали митинг по этому случаю, однако он так и не состоялся. Тысячи анти-ЛГБТ протестующих, возглавляемые грузинскими православными священниками, провели контрдемонстрацию. Протестующие несли изображения Иисуса и таблички с надписями «Прекратите пропаганду гомосексуализма в Грузии» и «Нам не нужны Содом и Гоморра». Некоторые женщины размахивали так называемыми символическими пучками крапивы, чтобы «побить геев», в том числе одна женщина назвала митинг «гей-парадом», проводимым «больными людьми… против наших традиций и… морали», и заявила о своей готовности к борьбе. Несмотря на активное присутствие полиции, протестующие взяли штурмом баррикады, защищавшие митинг сторонников ЛГБТ. По меньшей мере 28 человек получили легкие ранения, многие оказались заперты в автобусах и близлежащих магазинах и домах, которые подверглись нападению протестующих. Согласно видеозаписи с места событий, полиция спасла одного молодого человека от явного самосуда нескольких десятков человек. Однако, по мнению Ассоциации молодых юристов Грузии, государство «не смогло обеспечить проведение запланированного мероприятия… и таким образом [были грубо нарушены] права участников митинга на собрание и манифестацию». Наблюдатели отметили, что полиция позволила православным священнослужителям и другим демонстрантам войти на забаррикадированную территорию и в частных беседах вела себя цинично и унизительно по отношению к участникам митинга. Премьер-министр Бидзина Иванишвили, наряду с другими ведущими должностными лицами, осудил насилие. Он сказал: «Право на мирные собрания и свободное выражение своего мнения является основополагающим для нашей демократии. Каждый гражданин Грузии в полной мере и в равной степени пользуется этим правом. Акты насилия, дискриминации и ограничения прав других не будут терпимы, и любые виновные в таких действиях будут наказаны по закону».
Помимо «Идентоба», Движение равенства (груз. თანასწორობის მოძრაობა) — еще одна грузинская ЛГБТ-группа, выступающая за равные права человека для ЛГБТ.
В феврале 2019 года было объявлено, что первая Неделя ЛГБТ-прайда и Тбилисский прайд пройдут с 18 по 23 июня в Тбилиси. Мероприятие будет включать «Марш достоинства», который пройдет 23 июня, и, по словам организаторов, «оно не будет иметь форму праздника или карнавала, потому что сейчас у нас нет настроения для празднования». Ультраправые группы, такие как организация «Грузинский марш», ответили угрозами насильственного нападения на участников. Сандро Брегадзе, один из лидеров организации, заявил, что «им придется маршировать по нашим трупам, если они решат провести этот праздник извращений». 31 мая 2019 года, всего за две недели до запланированного мероприятия, Министерство внутренних дел Грузии заявило, что проведение Тбилисского прайда в запланированных местах в центре города «невозможно» «из-за рисков безопасности», и рекомендовало провести закрытое мероприятие в помещении, например, на стадионе или в клубе. Организации гражданского общества, включая Фонд «Открытое общество — Грузия», Центр образования и мониторинга прав человека и Ассоциацию молодых юристов Грузии, призвали правоохранительные органы «принять адекватные меры для обеспечения безопасности участников мирного собрания» и заявили, что «государство обязано обеспечить своевременную и адекватную защиту [участников Тбилисского прайда] от возможного насилия». Они назвали действия министерства «унизительными, антигосударственными и антиконституционными». Движение «Равенство», которое является организатором Тбилисского прайда, заявило, что в течение последних недель они испытывали давление со стороны «неизвестного правительственного чиновника» с требованием отменить марш. Организаторы заявили, что «он пытался заставить нас изменить или отменить наши планы, запугивая нас». Это не первый раз, когда правительство прибегает к запугиванию и террору по отношению к ЛГБТ. Организаторы обвинили власти в попытке «спрятать ЛГБТ» вместо того, чтобы бороться с ненавистью и агрессией по отношению к ним. Они пообещали, что продолжат работу над различными мероприятиями, несмотря на позицию министерства. 20 июня 2019 года, после беспорядков, Тбилисский прайд отложил марш, который должен был состояться 23 июня. Организаторы заявили, что «в этой политической ситуации мы не можем позволить себе дальнейшую эскалацию напряженности в стране. Мы не дадим пророссийским, неофашистским группам возможности ослабить государственность Грузии». Однако 8 июля 2019 года около 20-40 демонстрантов, включая правозащитников и членов ЛГБТ-сообщества, провели импровизированный, маломасштабный прайд-парад в течение примерно 30 минут у здания Министерства внутренних дел, держа в руках плакаты и радужные флаги и запустив дрон, который пролетел с радужным флагом над протестующими, которые собрались перед парламентом. По сообщениям, информация о марше просочилась в Интернет, что вызвало обеспокоенность в отношении безопасности, поскольку несколько воинствующих радикалов, включая священнослужителей, националистические группы и их сторонников собрались в нескольких местах в Тбилиси, чтобы помешать проведению марша. Крайне правые антигейские группы планировали разогнать протестующих, однако, когда они прибыли на место, марш уже завершился. Противники провели всю ночь на центральном проспекте Руставели, протестуя против Тбилисского прайда и требуя отмены антидискриминационного закона и введения закона, запрещающего то, что они назвали «извращенным поведением».
17 мая 2019 года, после предупреждений ультраправых групп о том, что антигомофобные демонстрации будут встречены насилием, активисты воздержались от проведения демонстрации в Тбилиси в Международный день борьбы с гомофобией, трансфобией и бифобией в этом году по соображениям безопасности и решили ограничиться только онлайн-акциями, а также вывесили в Тбилиси радужный флаг. Тем временем сотни священников, прихожан и ультраправых групп вышли на улицы в знак протеста против «содомии». Некоторые из них вышли, чтобы отпраздновать «День чистоты семьи», праздник, учрежденный Грузинской православной церковью в 2014 году, через год после того, как тысячи людей во главе со священниками напали в городе на несколько десятков демонстрантов, выступавших за права ЛГБТ.

## Взгляды общества
В октябре 2007 года один из участников реалити-шоу «Бар-4» совершил каминг-аут в эфире общественного телевидения. После звонка главы Грузинской православной церкви Ильи II президент Грузии якобы оказал давление на продюсеров шоу, чтобы выгнать участника-гея из телепрограммы.
Согласно опроснику социальных установок 2009 года, гомосексуалы были названы одной из самых нелюбимых групп в обществе — большинство респондентов предпочли бы на работе коллегу-алкоголика, а не гомосексуала. Согласно тому же опроснику, примерно 91,5 процента грузин считали, что гомосексуальность «никогда не будет приемлемым».
Опрос общественного мнения 2016 года показал, что в Грузии по-прежнему преобладает негативное отношение к ЛГБТ. Респонденты выразили более негативное отношение к бисексуальным и гендерно-неконформным мужчинам, чем к бисексуальным и гендерно-неконформным женщинам. Отношение к лесбиянкам и геям было одинаково негативным. Исследование показало, что негативное отношение к лесбиянкам и геям имеет различные основания. Бифобные настроения в грузинском обществе были сильнее, чем гомофобные. Более высокий уровень бифобии был обусловлен тем, что бисексуальность воспринимается как «текучая, нестабильная ориентация». Что касается трансфобии, то пол является значимым основанием: мужчины были более склонны выражать негативное отношение к трансгендерным и гендерно-неконформным лицам, чем женщины. Негативное отношение к отдельным группам варьировалось в зависимости от села/города/столицы, пола, возраста, уровня контактов/знакомства с ЛГБТ-сообществом и уровня знаний о гомосексуальности. Гомо/би/трансфобное отношение во многом определялось восприятием респондентами традиционных гендерных ролей, а также уровнем правого авторитаризма и религиозного фундаментализма (степень влияния, очевидно, различается в отдельных группах). Респонденты, занимающие высокие позиции по шкалам правого авторитаризма и религиозного фундаментализма, гораздо чаще демонстрировали негативное отношение к представителям ЛГБТ-сообщества. Чем жёстче понимание респондентами традиционных гендерных ролей, тем выше их рейтинг по шкалам гомофобии, бифобии и трансфобии.
Опрос Pew Research Center 2016 года показал, что 90 % грузин считают гомосексуальность «морально неправильным», более неприемлемой является только проституция.
В октябре 2017 года грузинский футболист Гурам Кашия выразил поддержку правам ЛГБТ, появившись на матче в Нидерландах с радужной повязкой на руке в рамках Национального дня каминг-аута. Ультраправые группы устроили шумные протесты и жестокие беспорядки перед зданием Федерации футбола Грузии, требуя исключения Кашия из национальной команды. В ходе беспорядков было арестовано 8 человек. Другие фундаменталисты, включая певца Гию Коркоташвили, выступали по национальному телевидению, выкрикивая пророчества о грядущем гей-апокалипсисе. Однако многие поддержали право Кашии на свободу слова, включая многих других спортсменов и политиков. Среди них был и президент Георгий Маргвелашвили. Каха Каладзе, футболист на пенсии, бывший заместитель премьер-министра и недавно избранный мэр Тбилиси, выразил поддержку Кашия, сказав: «Мы — демократическая страна. Каждый имеет право выражать свои взгляды, независимо от национальности, сексуальной ориентации или религии». В 2018 году Кашия, который после этого был избран капитаном сборной Грузии по футболу, получил награду УЕФА #EqualGame за поддержку ЛГБТ-сообщества. В ответ на получение награды Кашия заявил: «Я верю в равенство для всех, независимо от того, во что вы верите, кого любите или кто вы есть».
На местных выборах в октябре 2017 года Нино Болквадзе, открытая лесбиянка, баллотировалась на место в городском собрании Тбилиси как член Республиканской партии. Болквадзе была первым открытым ЛГБТ-кандидатом, баллотировавшимся на государственную должность в Грузии. Хотя её кандидатура в конечном итоге проиграла, её выдвижение было воспринято как значительный сдвиг в консервативной стране.
В 2017 году прокуратура рассмотрела 86 предполагаемых преступлений на почве ненависти, 12 из которых были основаны на сексуальной ориентации и 37 — на гендерной идентичности. В отчете Народного защитника за 2018 год говорится, что насилие в отношении ЛГБТ, будь то в семье или в общественных местах, является серьёзной проблемой в Грузии, и что правительство не смогло ответить на этот вызов. В докладе говорилось, что Народный защитник получил многочисленные жалобы на гомофобное отношение со стороны сотрудников правоохранительных органов.
В 2018 году опрос Национального демократического института показал, что только 23 % населения Грузии считают, что защита прав ЛГБТ важна, в то время как 44 % считают, что защита прав ЛГБТ не важна, а 26 % имеют нейтральное отношение. Результаты показали рост поддержки ЛГБТ на 2 % по сравнению с 2015 годом, когда 21 % населения считали защиту их прав важной.
Опрос Национального демократического института 2019 года показал рост поддержки прав ЛГБТ на 4 % среди всех групп общества: 27 % грузин заявили, что защита прав гомосексуалистов важна. Впервые за всю историю больше молодых людей в возрасте 18-35 лет заявили, что права гомосексуалистов важны, чем нет: 38 % выразили поддержку, 36 % заявили, что права ЛГБТ не важны, а 21 % остались нейтральными. В целом, за последние несколько лет поддержка прав ЛГБТ среди широкой общественности растёт.
В декабре 2018 года Бесо Данелия, политик из консервативной партии «Демократическое движение — Единая Грузия», который использовал гомофобное выражение в отношении Левана Берианидзе, активиста ЛГБТ-движения, на телевидении, был оштрафован Тбилисским городским судом на 1 лари ($0,37). Инцидент произошел в апреле 2016 года в эфире телеканала «Кавкасия». Берианидзе, возглавляющий местную группу по защите прав ЛГБТ «Движение за равенство», заявил, что Данелия оскорбил их, а затем попытался физически напасть на него, но был удержан сотрудниками телекомпании. Они обратились в суд, требуя от Данелии компенсации морального ущерба в размере 500 лари ($190). В своем решении суд поддержал утверждение Берианидзе о том, что гомофобное высказывание оскорбило их достоинство, но обязал Данелию выплатить только 1 лари, минимальный штраф. Хотя это решение создало прецедент, так как это был первый случай, когда штраф был выписан на таких основаниях, активисты заявили, что это решение может дать зелёный свет для других выражать гомофобную ненависть, и сказали, что суд высмеял их в своем решении. Они заявили, что «решение суда, по сути, является издевательским, и оно будет поощрять гомофобное поведение, потому что они будут знать, что это будет стоить им всего 1 лари». Они также сказали, что он рассматривает возможность обжалования решения.
В декабре 2018 года Тбилисский городской суд вынес решение по делу 15-летнего подростка, который напал на активиста ЛГБТ-движения в Международный день борьбы с гомофобией, трансфобией и бифобией. 15-летний подросток ударил ЛГБТ-активиста Нику Горгиладзе кулаком в лицо, когда тот произносил речь о любви перед зданием правительственной канцелярии 17 мая. Нападавший был немедленно задержан полицией, так как попытался скрыться с места происшествия. Прокуратура предъявила обвинение в преследовании с применением насилия, что карается штрафом, домашним арестом или лишением свободы на срок до трех лет. Однако суд принял решение о включении мальчика в программу реабилитации несовершеннолетних, что означает, что он не будет привлечен к ответственности как взрослый, а будет находиться под наблюдением социального работника.
Согласно исследованию Международной программы социальных опросов в 2021 году, 84 % населения Грузии считали, что сексуальные отношения между двумя взрослыми одного пола всегда неправильны, что является самым высоким показателем в Европе. Исследование также определило, что то, насколько сильно человек оценивает важность религии в своей жизни, не коррелирует с его взглядами на однополые отношения.

## Итоговая таблица
| Декриминализация однополых отношений                                            | (c 2000 года)           |
| Депатологизация гомосексуальности                                               | (c 2000 года)           |
| Право МСМ быть донорами крови                                                   | (c 2014 года)           |
| Антидискриминационные законы                                                    | (c 2014 года)           |
| Преступления, совершённые на почве ненависти к ЛГБТ (отягчающее обстоятельство) | (c 2012 года)           |
| Права на жизнь и безопасность                                                   | Yes                     |
| Право на достоинство личности                                                   | Yes                     |
| Право на неприкосновенность частной жизни                                       | Yes                     |
| Право на справедливое судебное разбирательство                                  | Yes                     |
| Право на свободу выражения мнения                                               | (да, но есть нарушения) |
| Право на ассоциации и объединения                                               | (да, но есть нарушения) |
| Право на мирные собрания                                                        | (да, но есть нарушения) |
| Право на медицинское обслуживание                                               | Yes                     |
| Право на образование                                                            | Yes                     |
| Право на труд                                                                   | Yes                     |
| Брак для однополых пар                                                          | No                      |
| Партнёрства для однополых пар                                                   | No                      |
| Право на усыновление (удочерение) детей однополыми семьями                      | No                      |
| Право на усыновление (удочерение) ребёнка партнёра в однополых семьях           | No                      |
| Право на изменение гражданского пола                                            | (с 2008 года)           |